# Anchariidae
Anchariidae zijn een familie van straalvinnige vissen uit de orde van Meervalachtigen (Siluriformes).

## Taxonomie
De volgende geslachten zijn bij de familie ingedeeld:
- Ancharius Steindachner, 1880
- Gogo H. H. Ng & Sparks, 2005